# Hadigallu, Tirthahalli
Hadigallu là một làng thuộc tehsil Tirthahalli, huyện Shimoga, bang Karnataka, Ấn Độ.